# سولا (بلدة)
سولا بلدة في قسم كوالا التابع لمحافظة جناجنا في شرق بوركينا فاسو. عدد سكان البلدة 3,681 نسمة.